# Vandalia (Ohio)
Vandalia é uma cidade localizada no estado norte-americano de Ohio, no Condado de Montgomery.

## Demografia
Segundo o censo norte-americano de 2000, a sua população era de 14.603 habitantes.
Em 2006, foi estimada uma população de 14.226, um decréscimo de 377 (-2.6%).

## Geografia
De acordo com o United States Census Bureau tem uma área de
30,8 km², dos quais 30,6 km² cobertos por terra e 0,2 km² cobertos por água.

## Localidades na vizinhança
O diagrama seguinte representa as localidades num raio de 12 km ao redor de Vandalia.